# Anona (mitologia)

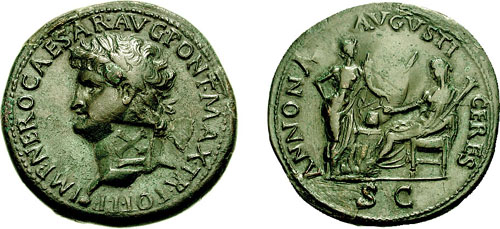
Sestércio de Nero proveniente de Lugduno no qual Anona aparece à direita segurando sua cornucópia encarando Ceres, que está sentada à esquerda segurando um archote; um altar com buquê está entre elas e a popa do navio atrás.

Anona (em latim: Annona; do termo annus, ano em português), na mitologia romana, é a personificação da produção do ano. Representada em trabalhos de arte, muitas vezes ao lado de Ceres, com uma cornucópia (chifre da fertilidade) no braço e a proa de um barco ao fundo, indicando o transporte de grãos que deve suprir a cidade de Roma pelo mar. A imagem de Anona aparece com frequência nas moedas do Império Romano, entre um módio (sistema de medida) e a proa de uma galera, com cereais numa mão e uma cornucópia na outra; às vezes ela segura um leme ou uma âncora.